# Regierung Heger
Die slowakische Regierung Heger unter Ministerpräsident Eduard Heger war die Nachfolgerin der Regierung von Igor Matovič (OĽaNO). Wie die Vorgängerregierung wurde sie ursprünglich von vier bürgerlich-konservativen, rechtspopulistischen und liberalen Parteien gebildet: OĽaNO, Sme Rodina – Boris Kollár, Sloboda a Solidarita und Za ľudí, die sich auf der Grundlage der Ergebnisse der Nationalratswahlen am 29. Februar 2020 auf eine gemeinsame Zusammenarbeit verständigt hatten. Die Angelobung durch Staatspräsidentin Zuzana Čaputová erfolgte am 1. April 2021. Die liberale SaS trat im September 2022 aus der Koalition aus. Die zurückbleibende konservativ-populistische Regierung wurde am 15. Dezember 2022 durch ein Misstrauensvotum gestürzt. Die Regierung Heger sollte zunächst bis zu vorgezogenen Neuwahlen am 30. September 2023 geschäftsführend im Amt bleiben. Am 7. Mai 2023 erklärte Heger allerdings nach Rücktritten zweier seiner Minister seinen Rücktritt als Ministerpräsident. Die Präsidentin Zuzana Čaputová kündigte daraufhin eine Expertenregierung als Übergangsregierung an.

## Vorgeschichte
Der Regierungsneubildung vorausgegangen war eine fast einen Monat dauernde Regierungskrise aufgrund der Beschaffung des russischen Impfstoffes Sputnik V seitens des Ministerpräsidenten Matovič, die der Ministerpräsident ohne Zustimmung des Kabinetts vorgenommen hatte. Schon zuvor war es zu erheblichen Spannungen in der Zusammenarbeit, insbesondere zwischen Matovič und Vizeministerpräsident Richard Sulík (SaS), gekommen. Nachdem nach und nach insgesamt sechs Minister ihre Demission eingereicht hatten und die SaS sich insgesamt aus dem Kabinett zurückzogen hatte, erklärte Regierungschef Matovič auch auf Druck der Staatspräsidentin am 30. März 2021 schließlich seinen Rücktritt. Damit endete die Amtszeit des bisherigen Kabinetts. Matovič schlug den bisherigen Finanzminister Eduard Heger als seinen Nachfolger als Premierminister vor und erklärte, seinerseits das Finanzministerium übernehmen zu wollen. Die bisherigen Koalitionspartner inklusive SaS erklärten nachfolgend ihre Zustimmung zu dieser Regierungsbildung.

## Geschichte der Zusammensetzung
Neben dem Stellentausch zwischen Matovič und Heger gab es eine Änderung bei der Besetzung des Gesundheitsministeriums, wo der bisherige Leiter des Zentralen Militärkrankenhauses, Vladimír Lengvarský, das Ministeramt übernahm. Auch das Arbeitsministerium sollte neubesetzt werden. Nachdem die Staatspräsidentin die Ernennung von Jozef Hlinka zum Minister abgelehnt hatte, übernahm zunächst Verkehrsminister Andrej Doležal kommissarisch die Amtsgeschäfte, bevor Milan Krajniak am 9. April 2021 in das Amt zurückkehrte, drei Wochen nach seinem Rücktritt. Ansonsten ist die Zusammensetzung und die Aufteilung zwischen einzelnen Parteien identisch mit der Vorgängerregierung Matovič. Am 8. Juni 2021 trat der bisherige Landwirtschaftsminister Ján Mičovský wegen Korruptionsverdachts im Slowakischen Grundstücksfonds (slowakisch Slovenský pozemkový fond) zurück, die Staatspräsidentin ernannte daraufhin Samuel Vlčan zum neuen Minister.
Ende August 2022 trat der Wirtschaftsminister und stellvertretende Ministerpräsident Richard Sulík zurück, Anfang September traten auch die drei verbliebenen Minister der liberalen Partei „Freiheit und Solidarität“ (SaS) zurück: Außenminister Korčok, Bildungsminister Gröhling und Justizministerin Kolíková. Auslöser dafür waren die Umstände, dass der konservative Finanzminister Matovič im Juli 2022 ein Programm zur Unterstützung von Familien gegen die Stimmen der Liberalen und mithilfe einer rechtsextremen Partei im Parlament durchgesetzt hatte, sowie ein Streit darüber, ob zur Krisenbekämpfung Steuern erhöht werden dürfen. Der SaS-Vorsitzende Sulík hatte den Finanzminister deswegen ultimativ zum Rücktritt bis spätestens 31. August 2022 aufgefordert. Seit dem Austritt der SaS-Minister leitet Heger eine Minderheitsregierung.
Am 15. Dezember 2022 hatte ein Misstrauensvotum gegen die Regierung Erfolg; diese wurde am 16. Dezember 2022 von Präsidentin Čaputová zur Übergangsregierung mit eingeschränkten Befugnissen ernannt.
Am 7. Mai beantragte Heger die Rücknahme seiner Ernennung. Daraufhin kündigte Čaputová an, sie werde eine geschäftsführende Regierung ernennen, die bis zur Bildung eines neuen Kabinetts nach den vorgezogenen Wahlen am 30. September regieren werde. Diese geschäftsführende Regierung aus parteilosen Experten wurde seit dem 15. Mai von Ľudovít Ódor, dem vorigen Vize-Gouverneur der Nationalbank der Slowakei, geleitet.

## Liste der Minister
| Amt oder Ressort                                                                                         | Bild | Name                           | Partei | Partei                                  | Amtsantritt        | Amtsende                                      |
| --- | ---- | ------------------------------ | ------ | --------------------------------------- | ------------------ | --------------------------------------------- |
| Ministerpräsident                                                                                        |      | Eduard Heger                   |        | OĽaNO                                   | 1. April 2021      | 15. Mai 2023                                  |
| Stellv. Ministerpräsidentin und Ministerin für Investitionen, regionale Entwicklung und Informatisierung |      | Veronika Remišová              |        | Za ľudí                                 | 1. April 2021      | 15. Mai 2023                                  |
| Finanzen                                                                                                 |      | Igor Matovič                   |        | OĽaNO                                   | 1. April 2021      | 23. Dezember 2022                             |
| Finanzen                                                                                                 |      | Eduard Heger (kommissarisch)   |        | OĽaNO                                   | 23. September 2022 | 15. Mai 2023                                  |
| Stellv. Ministerpräsident und Vorsitzender des Legislativrates                                           |      | Štefan Holý                    |        | Sme rodina                              | 1. April 2021      | 15. Mai 2023                                  |
| Wirtschaft                                                                                               |      | Richard Sulík                  |        | SaS                                     | 1. April 2021      | 13. September 2022                            |
| Wirtschaft                                                                                               |      | Karel Hirman                   |        | parteilos, parteiübergreifend nominiert | 13. September 2022 | 15. Mai 2023                                  |
| Verkehr                                                                                                  |      | Andrej Doležal                 |        | parteilos, nominiert für Sme rodina     | 1. April 2021      | 15. Mai 2023                                  |
| Landwirtschaft und ländliche Entwicklung                                                                 |      | Ján Mičovský                   |        | OĽaNO                                   | 1. April 2021      | 8. Juni 2021                                  |
| Landwirtschaft und ländliche Entwicklung                                                                 |      | Samuel Vlčan                   |        | OĽaNO                                   | 8. Juni 2021       | 4. Mai 2023 (Datum der Rücktrittsankündigung) |
| Inneres                                                                                                  |      | Roman Mikulec                  |        | OĽaNO                                   | 1. April 2021      | 15. Mai 2023                                  |
| Verteidigung                                                                                             |      | Jaroslav Naď                   |        | OĽaNO                                   | 1. April 2021      | 15. Mai 2023                                  |
| Justiz                                                                                                   |      | Mária Kolíková                 |        | Za ľudí                                 | 1. April 2021      | 13. September 2022                            |
| Justiz                                                                                                   |      | Viliam Karas                   |        | parteilos, parteiübergreifend nominiert | 13. September 2022 | 15. Mai 2023                                  |
| Äußeres und europäische Angelegenheiten                                                                  |      | Ivan Korčok                    |        | parteilos, für SaS                      | 1. April 2021      | 13. September 2022                            |
| Äußeres und europäische Angelegenheiten                                                                  |      | Rastislav Káčer                |        | parteilos                               | 13. September 2022 | 5. Mai 2023 (Datum der Rücktrittsankündigung) |
| Arbeit, Soziales und Familie                                                                             |      | Andrej Doležal (kommissarisch) |        | parteilos, nominiert für Sme rodina     | 1. April 2021      | 9. April 2021                                 |
| Arbeit, Soziales und Familie                                                                             |      | Milan Krajniak                 |        | Sme rodina                              | 9. April 2021      | 15. Mai 2023                                  |
| Umwelt                                                                                                   |      | Ján Budaj                      |        | OĽaNO                                   | 1. April 2021      | 15. Mai 2023                                  |
| Bildung, Wissenschaft, Forschung und Sport                                                               |      | Branislav Gröhling             |        | SaS                                     | 1. April 2021      | 13. September 2022                            |
| Bildung, Wissenschaft, Forschung und Sport                                                               |      | Eduard Heger (kommissarisch)   |        | OĽaNO                                   | 13. September 2022 | 4. Oktober 2022                               |
| Bildung, Wissenschaft, Forschung und Sport                                                               |      | Ján Horecký                    |        | parteilos, parteiübergreifend nominiert | 4. Oktober 2022    | 15. Mai 2023                                  |
| Kultur                                                                                                   |      | Natália Milanová               |        | OĽaNO                                   | 1. April 2021      | 15. Mai 2023                                  |
| Gesundheit                                                                                               |      | Vladimír Lengvarský            |        | parteilos, nominiert für OĽaNO          | 1. April 2021      | 3. März 2023                                  |
| Gesundheit                                                                                               |      | Eduard Heger (kommissarisch)   |        | OĽaNO                                   | 3. März 2023       | 15. Mai 2023                                  |